# Korachanoor, Malur
Korachanoor là một làng thuộc tehsil Malur, huyện Kolar, bang Karnataka, Ấn Độ.